# Stade Umuganda
Het Stade Umuganda is een multifunctioneel stadion in Gisenyi, een stad in Rwanda. Het stadion wordt vooral gebruikt voor voetbalwedstrijden, de voetbalclubs Etincelles F.C. en Marines F.C. maken gebruik van dit stadion. In het stadion is plaats voor 5.200 toeschouwers. 
In 2016 werd van dit stadion gebruik gemaakt voor de African Championship of Nations 2016. Dat toernooi werd van 16 januari tot en met 7 februari 2016 gespeeld in Rwanda. In dit stadion werden 6 groepswedstrijden en de kwartfinale tussen Zambia en Guinee (0–0) gespeeld.